# Fritz Lange
 Der er flere personer med dette navn, se Frederik Lange.
Frederik "Fritz" Lange (10. november 1842 i Vordingborg – 29. december 1907 i Middelfart) var en dansk sindssygelæge, søn af Frederik Olaus Lange, bror til Carl og Julius Lange.
Lange blev student 1861 (privat dimitteret), cand. med. 1870 og reservelæge på Oringe Sindssygeanstalt ved Vordingborg 1876. Han tog doktorgraden 1883 (Om  Arvelighedens Indflydelse i Sindssygdomme) og blev den nyoprettede Middelfart Sindssygeanstalts første overlæge 1887. Hans hovedværker er De vigtigste Sindssygdomsgrupper i kort Omrids (1895), en biografi af morbroderen, digteren Frederik Paludan-Müller (1899) og Slægter (1904), i hvilken degenerationssymptomerne i familierne skildres. 
1896 blev han Ridder af Dannebrog.